# Система непересекающихся множеств
Система непересекающихся множеств (англ. disjoint-set, или union–find data structure) — структура данных, которая позволяет администрировать множество элементов, разбитое на непересекающиеся подмножества. При этом каждому подмножеству назначается его представитель — элемент этого подмножества. Абстрактная структура данных определяется множеством трёх операций: {\displaystyle \{\mathrm {Union} ,\mathrm {Find} ,\mathrm {MakeSet} \}}.
Применяется для хранения компонент связности в графах, в частности, алгоритму Краскала необходима подобная структура данных для эффективной реализации.

## Определение
Пусть {\displaystyle S} конечное множество, разбитое на непересекающиеся подмножества (классы) {\displaystyle X_{i}}:
{\displaystyle S=X_{0}\cup X_{1}\cup X_{2}\cup \ldots \cup X_{k}:X_{i}\cap X_{j}=\varnothing \quad \forall i,j\in \lbrace 0,1,\ldots ,k\rbrace ,i\neq j}.
Каждому подмножеству {\displaystyle X_{i}} назначается представитель {\displaystyle r_{i}\in X_{i}}.
Соответствующая система непересекающихся множеств поддерживает следующие операции:
- {\displaystyle \mathrm {MakeSet} (x)}: создаёт для элемента {\displaystyle x} новое подмножество. Назначает этот же элемент представителем созданного подмножества.
- {\displaystyle \mathrm {Union} (r,s)}: объединяет оба подмножества, принадлежащие представителям {\displaystyle r} и {\displaystyle s}, и назначает {\displaystyle r} представителем нового подмножества.
- {\displaystyle \mathrm {Find} (x)}: определяет для {\displaystyle x\in S} подмножество, к которому принадлежит элемент, и возвращает его представителя.

## Алгоритмическая реализация
Тривиальная реализация сохраняет принадлежность элементов из {\displaystyle S} и представителей {\displaystyle r_{i}} в индексном массиве. На практике же чаще используются множества деревьев. Это позволяет существенно сократить время, необходимое для операции Find. При этом представитель записывается в корень дерева, а остальные элементы класса в узлы под ним.
- {\displaystyle \mathrm {Union} (r,s)}: вешает корень более низкого дерева под корень более высокого дерева. Если при этом {\displaystyle r} становится потомком {\displaystyle s}, оба узла меняются местами.
- {\displaystyle \mathrm {Find} (x)}: проходит путь от {\displaystyle x} до корня дерева и возвращает его (корень в данном случае является представителем).

## Эвристики
Для ускорения операций Union и Find могут быть использованы эвристики Union-By-Size, Union-By-Height, Random-Union и сжатие путей.
В эвристике Union-By-Size во время операции {\displaystyle \mathrm {Union} (r,s)} корень меньшего дерева вешается под корень большего дерева. Благодаря этому подходу сохраняется балансировка дерева. Глубина каждого поддерева {\displaystyle T} не может превысить величину {\displaystyle \log \left|T\right|}. При использовании этой эвристики время операции Find в худшем случае увеличивается с {\displaystyle O(\log n)} до {\displaystyle O(n)}. Для эффективной реализации предлагается сохранять в корне количество узлов в дереве.
Эвристика Union-By-Height аналогична Union-By-Size, но использует высоту дерева вместо размера.
В эвристике Random-Union используется тот факт, что можно не тратить дополнительные {\displaystyle O(n)} памяти на сохранение количества узлов в дереве: достаточно выбирать корень случайным образом — такое решение даёт на случайных запросах скорость, вполне сравнимую с другими реализациями. Тем не менее, если имеется много запросов вида «объединить большое множество с маленьким», данная эвристика улучшает матожидание (то есть среднее время работы) всего в два раза, поэтому использовать её без эвристики сжатия путей не рекомендуется.
Эвристика сжатия путей используется, чтобы ускорить операцию {\displaystyle \mathrm {Find} (x)}. При каждом новом поиске все элементы, находящиеся на пути от корня до искомого элемента, вешаются под корень дерева. В этом случае операция Find будет работать в среднем {\displaystyle \alpha (n)}, где {\displaystyle \alpha } — функция, обратная функции Аккермана. Это позволяет значительно ускорить работу, так как {\displaystyle \alpha } для всех применяемых на практике значений принимает значение, меньшее 5.

## Пример реализации
Реализация на C++:
```
const
 
int
 
MAXN
 
=
 
1000
;

int
 
p
[
MAXN
],
 
rank
[
MAXN
];

void
 
MakeSet
(
int
 
x
)
 

{

    
p
[
x
]
 
=
 
x
;

    
rank
[
x
]
 
=
 
0
;

}

int
 
Find
(
int
 
x
)
 

{

    
return
 
(
 
x
 
==
 
p
[
x
]
 
?
 
x
 
:
 
p
[
x
]
 
=
 
Find
(
p
[
x
])
 
);

}

void
 
Union
(
int
 
x
,
 
int
 
y
)
 

{

    
if
 
(
 
(
x
 
=
 
Find
(
x
))
 
==
 
(
y
 
=
 
Find
(
y
))
 
)

        
return
;

	

    
if
 
(
 
rank
[
x
]
 
<
  
rank
[
y
]
 
)

        
p
[
x
]
 
=
 
y
;

    
else
 
{

        
p
[
y
]
 
=
 
x
;

        
if
 
(
 
rank
[
x
]
 
==
 
rank
[
y
]
 
)

            
++
rank
[
x
];

    
}

}

```

Реализация на Free Pascal:
```
const
 
MAX_N
 
=
 
1000
;

var
 
Parent
 
,
 
Rank
 
:
 
array
 
[
 
1
 
..
 
MAX_N
 
]
 
of
 
LongInt
;

procedure
 
swap
 
(
 
var
 
x
 
,
 
y
 
:
 
LongInt
 
)
;

  
var
 
tmp
 
:
 
LongInt
;

begin

  
tmp
 
:=
 
x
;
 

  
x
 
:=
 
y
;
 

  
y
 
:=
 
tmp
;

end
;

procedure
 
MakeSet
 
(
 
x
 
:
 
LongInt
 
)
 
;

begin

  
Parent
[
x
]
 
:=
 
x
;

  
Rank
[
x
]
 
:=
 
0
;

end
;

function
 
Find
 
(
 
x
 
:
 
LongInt
 
)
 
:
 
LongInt
;

begin

  
if
 
(
 
Parent
[
x
]
 
<>
 
x
 
)
 
then

    
Parent
[
x
]
 
:=
 
Find
 
(
 
Parent
[
x
]
 
)
;

  
Exit
 
(
 
Parent
[
x
]
 
)
;

end
;

procedure
 
Union
 
(
 
x
 
,
 
y
 
:
 
LongInt
 
)
;

begin

  
x
 
:=
 
Find
 
(
 
x
 
)
;

  
y
 
:=
 
Find
 
(
 
y
 
)
;

  
if
 
(
 
x
 
=
 
y
 
)
 
then
 
exit
()
;

  
if
 
(
 
Rank
[
x
]
 
<
 
Rank
[
y
]
 
)
 
then
 
swap
 
(
 
x
 
,
 
y
 
)
;

  

  
Parent
[
y
]
 
:=
 
x
;

  
if
 
(
 
Rank
[
x
]
 
=
 
Rank
[
y
]
 
)
 
then

    
inc
 
(
 
Rank
[
x
]
 
)
;

end
;

```